# Bassersdorf
Bassersdorf (gzu. Basserschdoorff, Basi) – miasto i gmina (Politische Gemeinde) w północnej Szwajcarii, w kantonie Zurych, w okręgu (Bezirk) Bülach.

## Demografia
W Bassersdorfie mieszkają 12 062 osoby. W 2021 roku 26,2% populacji gminy stanowiły osoby urodzone poza Szwajcarią.

## Współpraca
Miejscowość partnerska:
- Aigle, Vaud

## Transport
Przez teren gminy przebiegają autostrady A1 i A4 oraz droga główna nr 1.

## Katastrofa samolotu
W 2001 roku samolot Crossair 3597 rozbił się o ziemię w Bassersdorfie, gdy zbliżał się do lądowania na lotnisku w Zurychu. Zginęły 24 z 33 osób na pokładzie.